# Музбель (Жамбылская область)
Музбель (каз. Мұзбел, до 199? г. — Курдай) — село в Кордайском районе Жамбылской области Казахстана. Входит в состав Алгинского сельского округа. Код КАТО — 314832600.

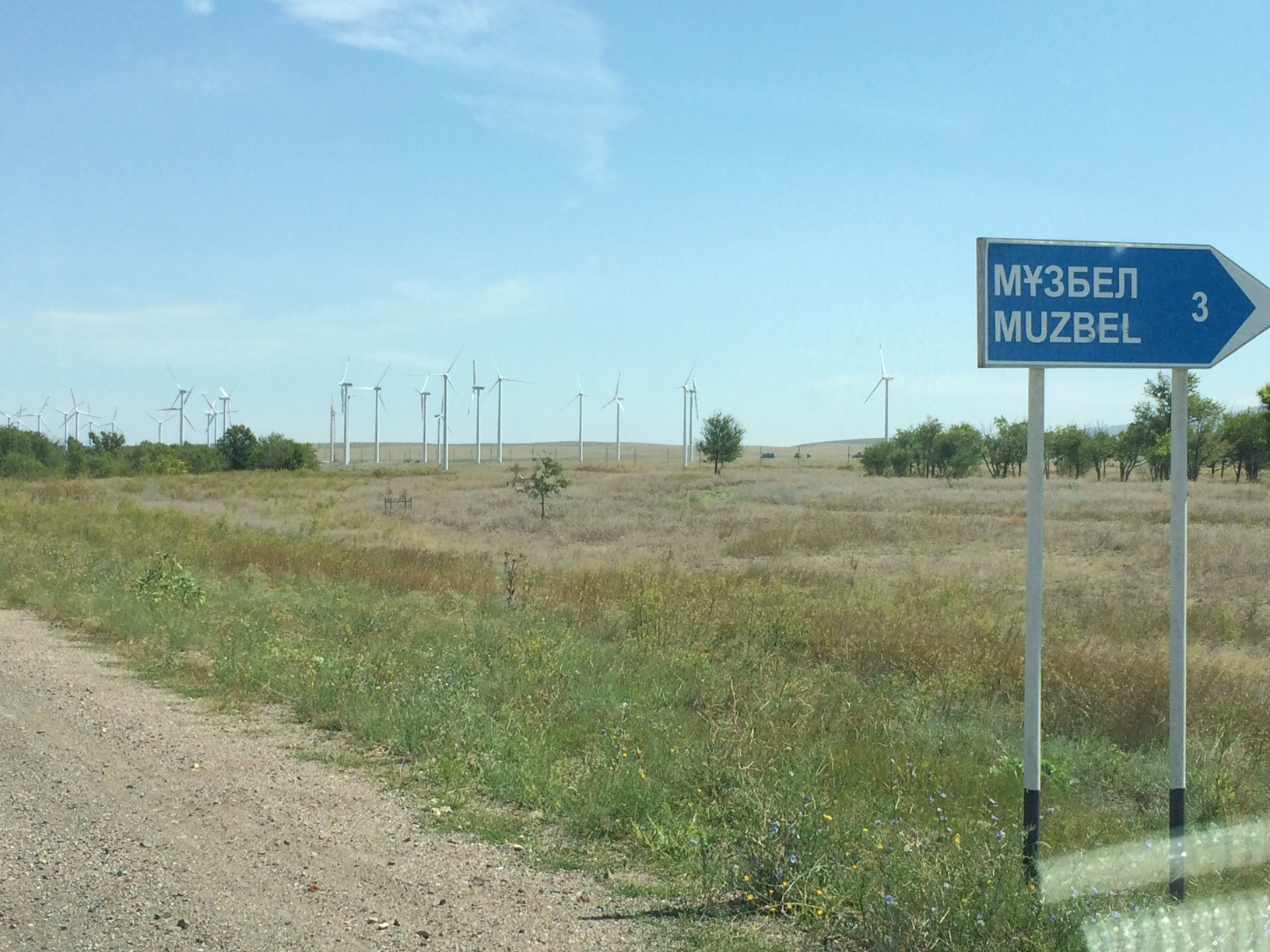
Поворот на Музбель с трассы Бишкек - Алматы

## Население
В 1999 году население села составляло 270 человек (144 мужчины и 126 женщин). По данным переписи 2009 года, в селе проживали 184 человека (104 мужчины и 80 женщин).

## История
В селе размещался 30-й отдельный мотострелковый полк, позднее введённый в состав 8-я гвардейской мотострелковой дивизии.

## Экономика

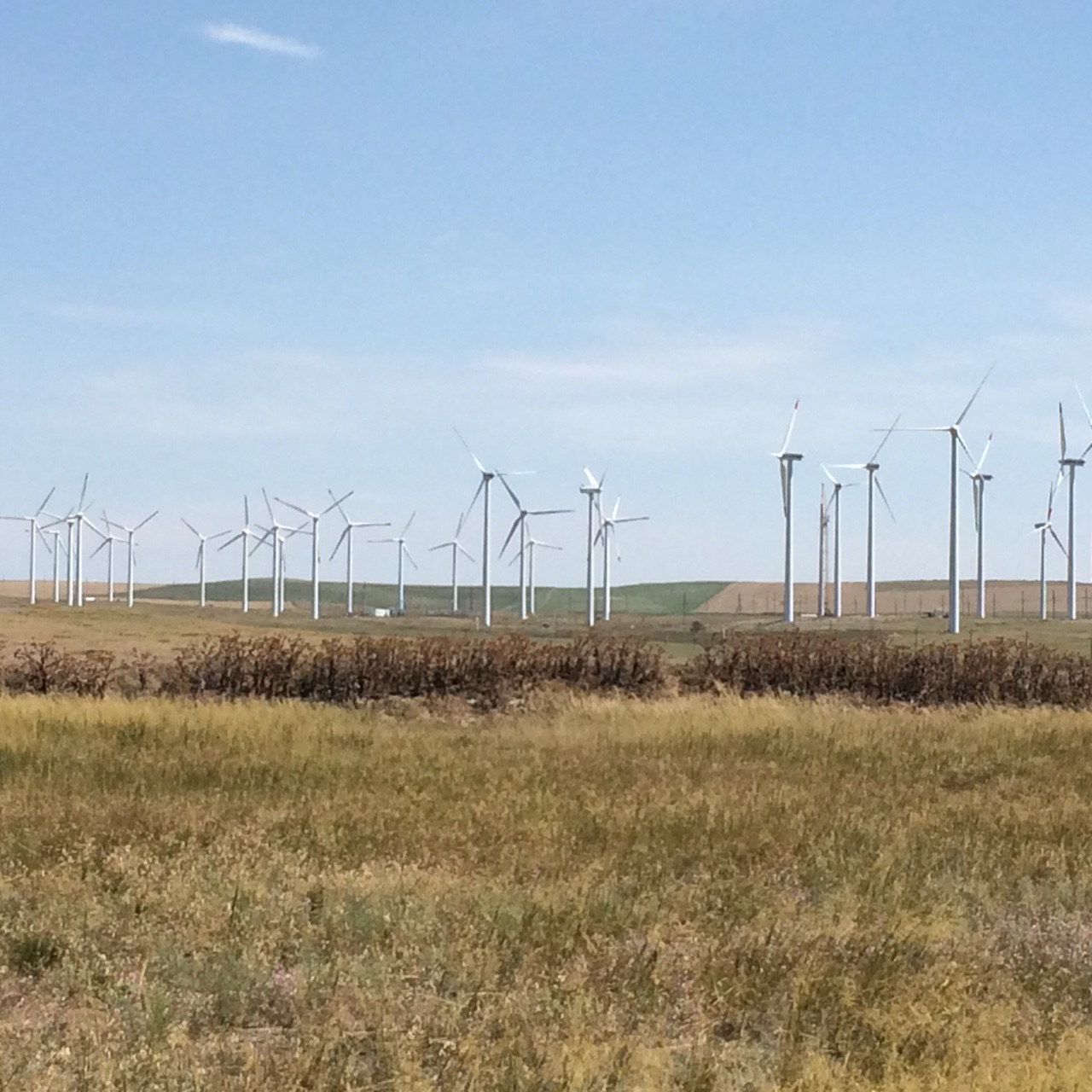
Часть из 40 агрегатов Кордайской ВЭС восточнее села Музбель, октябрь 2016

Горная ВЭС мощностью 1,5 МВт была запущена на Кордайском перевале в Жамбылской области Казахстана в 2011 году. Высота площадки — 1200 метров над уровнем моря. Среднегодовая скорость ветра 5,9 м/сек. В 2014 году количество ветротурбин «Vista International» мощностью по 1,0 МВт на «Кордайской ВЭС» было доведено до 9 агрегатов при проектной мощности 21 МВт.. В октябре 2016 года число агрегатов Кордайской ВЭС достигло 40.

## Топографическая карта
- Лист карты K-43-30 Георгиевка. Масштаб: 1 : 100 000. Состояние местности на 1982 год. Издание 1986 г.